# B-ex
B-ex（ビーエックス、株式会社b-ex、英: b-ex Inc.）は、ヘアケア製品を中心とした化粧品メーカー。本社所在地は東京都世田谷区。
1975年に株式会社モルトベーネとして設立。2015年に株式会社ビューティーエクスペリエンスに商号変更。その後2021年に現商号に変更した。かつてテレビCMをしていた際、妻夫木聡をイメージキャラクターとして起用していた。

## 沿革
- 1975年12月 - 株式会社モルトベーネ（MOLTOBENE, INC）設立。 パーマ、カラー剤などヘアーサロン向け頭髪化粧品メーカーとして創業。
- 1985年 - コンシューマ向け（一般市場）進出。
- 1990年6月 - 児玉工場開設
- 1997年6月 - 海外市場へ参入
- 2006年7月 - モルトベーネグループとして分社化し、持株会社であるモルトベーネグループ株式会社の子会社として株式会社モルトベーネ、株式会社ベーネコスメティクス、株式会社MBL、株式会社ユニバーサルスタンダードの4社体制となる。
- 2009年 - 3つの新ブランドを発表。美容室専売品として「KEYS」「Loretta」、コンシューマー向けとして「BENEプレミアムクリスタル」を発売。
- 2015年 - 株式会社ビューティーエクスペリエンスに商号変更。
- 2016年 - 東京都新宿区西早稲田から、世田谷区用賀の世田谷ビジネススクエアタワー16階へ本社を移転。
- 2021年 - 世田谷ビジネススクエアヒルズ4の1階へ本社を移転。商号を株式会社b-ex（ビーエックス）に変更。

## 主なブランド
- ピュアナチュラル - 無添加・低刺激ヘアケアシリーズ
- BENE Premium Crystal（プレミアムクリスタル） - 薔薇香る美髪ヘアケアシリーズ
- ベーネクリスタル - 馬油配合ヘアケアシリーズ
- Primirase - メイクアップアーティスト藤原美智子プロデュースシリーズ
- Princess Ray - 女性ファッション誌Ray コラボレーションシリーズ
- MBL CRAY&OIL - サロンの仕上りを目指した高級ヘアケアシリーズ
- B:OCE- 総合ヘアケアブランド製品※美容室専売品
- CLAY ESTHE- スキャルプ&ヘアエステ製品※美容室専売品
- Trecharge＋- トータルシステムトリートメント製品※美容室専売品
- KEYS- 美容室専売ヘアケア製品
- Loretta- 美容室専売スタイリング製品
- Moe Moe- 新スパトリートメント製品※美容室専売品